# Basílica de Santa María del Mar

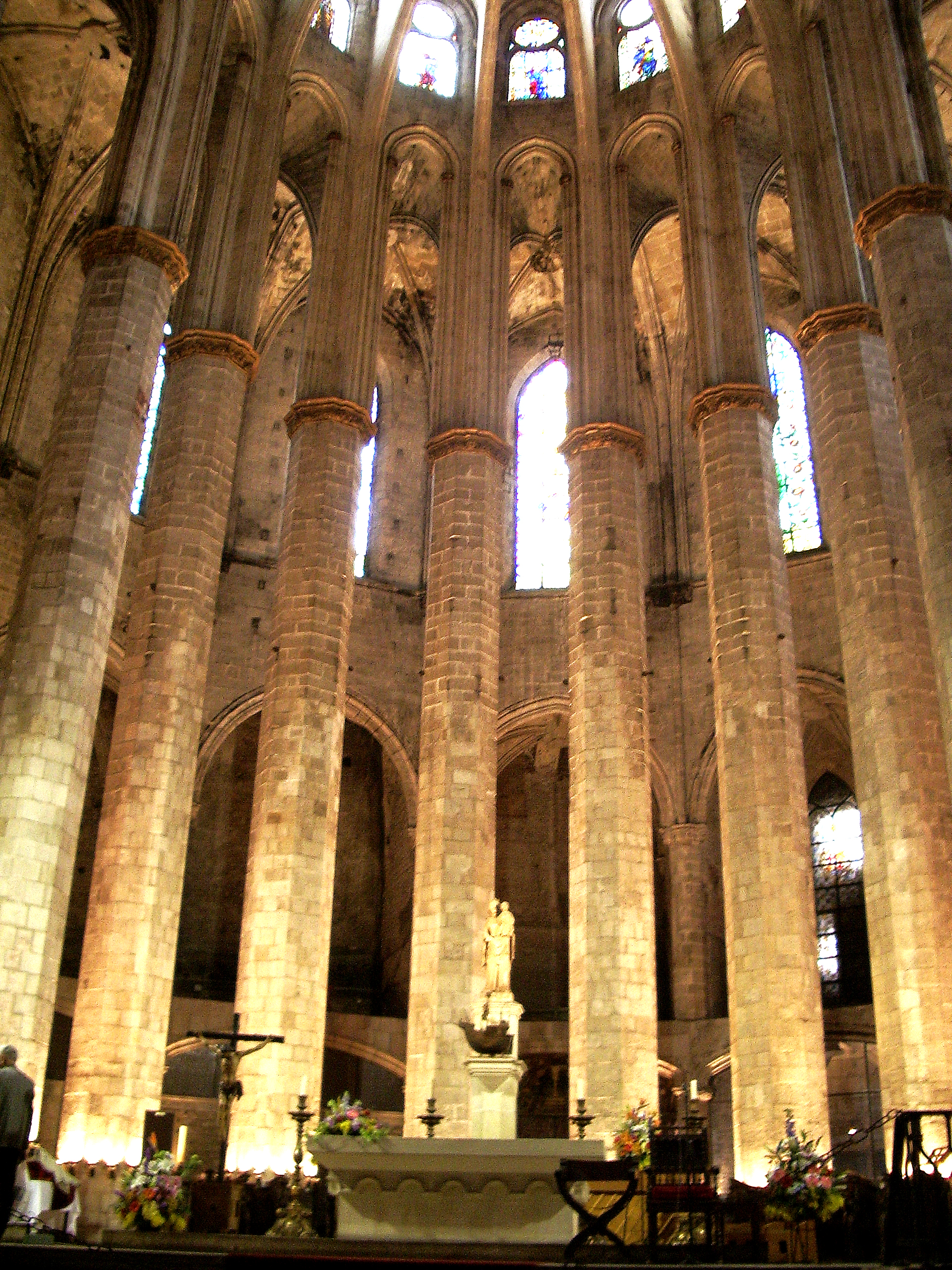
Vista hacia el presbiterio

La iglesia de Santa María del Mar es una basílica menor situada en la ciudad de Barcelona, Cataluña, España. Fue construida entre 1329 y 1383. Desde el 3 de junio de 1931, tiene la catalogación de Bien de Interés Cultural.

## Historia
Algunos estudios actuales afirman que se levanta sobre un antiguo anfiteatro o arenas romanas.

### SiglosXIV(14)yXV(15): la construcción
La construcción comenzó en 1329, tal como lo atestiguan las lápidas del portal de las Moreras (que da al Fossar de les Moreres) y el contrato establecido entre los obreros y los maestros Ramón Despuig y Berenguer de Montagut. Un hecho destacable, que aún perdura: se acuerda que la obra había de pertenecer, exclusivamente, a los feligreses de la zona del puerto y de la Ribera, únicos responsables materiales del templo, ya que ellos fueron quienes la sufragaron, bien con su dinero o bien con su trabajo. Este hecho está en clara contraposición a la catedral que por aquellas mismas fechas también se estaba construyendo y que estaba asociada a la monarquía, a la nobleza y al alto clero. Parece ser que en la construcción participó activamente toda la población de la Ribera, en especial los descargadores del muelle, llamados galafates de la Ribera o bastaixos, los cuales llevaban las enormes piedras destinadas a la construcción de la iglesia desde la cantera real de Montjuic y desde las playas, donde estaban los barcos que las habían traído a Barcelona, hasta la mismísima plaza del Borne, cargándolas en sus espaldas, una a una. La puerta principal de la iglesia homenajea a los bastaixos que ayudaron a su construcción.
Los muros, las capillas laterales y la fachada se terminaron alrededor de 1325. En 1330, a punto de acabarse el cuarto tramo de bóvedas, se incendiaron los andamios y las piedras sufrieron importantes daños. Finalmente, el 3 de noviembre de 1345 se colocó la última parte de la bóveda y el 15 de agosto del año siguiente se celebró la primera misa. El terremoto de 1428 causó el derrumbamiento del rosetón provocando algunas muertes, por la caída de las piedras del mismo. Aunque pronto se firmó un contrato para construir uno nuevo de estilo flamígero, que quedó acabado en 1429 y al año siguiente, fueron colocadas las vidrieras del mismo.

### Siglos posteriores
El interior de la iglesia fue adaptándose a lo largo de los siglos a los cambios de gustos arquitectónicos y se fue dotando de nuevos elementos.
A finales del siglo XVII, el virrey Jorge de Hesse-Darmstadt ordenó construir un pasadizo elevado que conectaba el palacio virreinal con la iglesia: discurría a lo largo de la calle Malcuinat y cruzaba el actual Fossar de les Moreres. La construcción del pasadizo se completó con la llamada Tribuna Real, situada en el lado de la epístola (derecho) del altar mayor.
El 1 de agosto de 1708, Santa María del Mar fue escenario de la boda entre el archiduque Carlos de Austria e Isabel Cristina de Brunswick-Wolfenbüttel.
En 1783, se inauguró un nuevo altar mayor tardo-barroco formado por doce columnas monolíticas centradas alrededor de una imagen de la Virgen. Fue obra del arquitecto Deodat Casanovas y del escultor Salvador Gurrí.
En 1923 recibió el título de basílica menor, otorgado por el papa Pío XI.
La mayoría de las imágenes y el altar barroco añadidos durante los siguientes siglos resultaron quemados durante el incendio del templo el 3 y 4 de agosto de 1936. Tras ello, la Generalidad de Cataluña tapió los accesos, a excepción del del Borne. Después de 1938 se empezaron a derribar las bóvedas del deambulatorio alzadas en el siglo XVI para albergar el archivo parroquial, aprovechando la gran altura. En 1960 se empezaron a reponer las vidrieras destruidas.
El CRAI Biblioteca de Reserva de la Universidad de Barcelona conserva, a raíz de la desamortización de los conventos de 1835, algunos fondos provenientes de Santa María del Mar. Asimismo, ha registrado y descrito ejemplos de las marcas de propiedad que identificaron el convento a lo largo de su existencia.

## El edificio

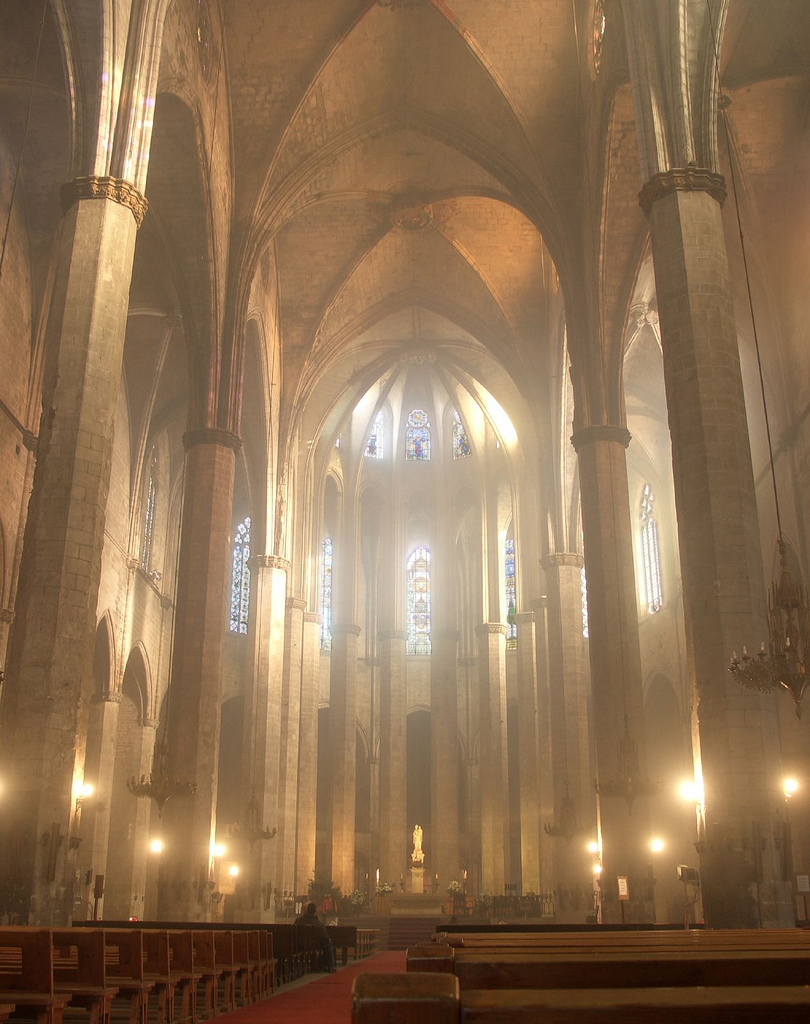
La luz es la gran protagonista en el interior

### Generalidades
Visto desde el exterior, el edificio presenta un aspecto macizo y robusto, que no transmite lo que encontraremos en el interior. El predominio de las líneas horizontales y de las secciones de pared sin grandes aberturas ni decoraciones es absoluto. Continuamente se subraya la horizontalidad, marcándola con molduras, cornisas y superficies planas, como si se quisiera evitar una excesiva sensación de altura (a pesar de ser, en realidad, un edificio bastante alto). Globalmente el edificio forma un bloque compacto, sin secciones de pared en diferentes profundidades (solo las correspondientes a las naves) típicos del gótico europeo. Esto permite que la iluminación sea siempre muy plana, alejada de los juegos de luces y sombras que se pueden producir en otras iglesias. 

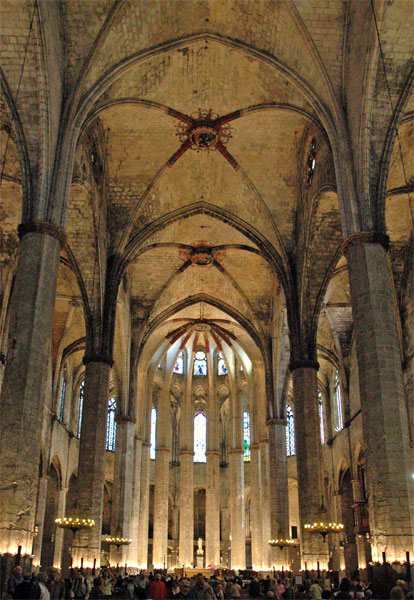
Vista de las naves hacia el presbiterio

La fachada principal queda enmarcada por las dos torres octogonales (forma que se repetirá en las columnas del interior) y los dos poderosos contrafuertes que enmarcan el rosetón y transmiten la amplitud de la bóveda interior. Horizontalmente podemos ver dos tramos, claramente diferenciados por las molduras y las galerías, mientras que en las torres la horizontalidad queda subrayada, una vez más, por las galerías en lugar de pináculos o agujas. El tramo inferior queda centrado por el pórtico y el superior por el rosetón, con los dos ventanales que lo acompañan entre los contrafuertes y las torres.
La austeridad general es aún más manifiesta en los laterales, formados por una pared plana sin decoración que cierra el espacio entre los contrafuertes y permite la presencia de capillas interiores. La concepción es muy diferente a la de la gracilidad de los arbotantes del gótico francés, que nunca fueron un elemento destacado en el gótico catalán y que aquí han desaparecido por completo.
Horizontalmente se marcan con claridad tres pisos. En el inferior, correspondiente a las capillas laterales, se abren estrechos ventanales, relativamente pequeños, que ritman la pared y corresponden cada uno a una capilla interior y cada tres al espacio entre los contrafuertes. En los laterales se abren también dos puertas: la puerta de Sombrereros y la de las Moreras. Posteriormente se abrió una nueva puerta en el ábside: la puerta del Borne.

### El interior
Interiormente es un edificio de tres naves, con deambulatorio y sin crucero. Las naves están formadas por cuatro tramos y el presbiterio consta de medio tramo y un polígono de siete lados, todo cubierto con una bóveda de crucería y coronado con magníficas llaves de bóveda. Formalmente, pues, tenemos un edificio de tres naves, pero parece como si el arquitecto hubiera querido dar la misma sensación de espacio que se consigue con una sola nave. Por eso separa bastante los pilares (15 metros) e iguala mucho las alzadas de las tres naves (1/8 menos las laterales que la central). El resultado es un espacio diáfano, que descarta la división del gótico francés y se inclina por una idea de espacio único.
La nave central se ilumina mediante óculos abiertos entre las galerías de la nave central y los laterales. Estos óculos se convierten en ventanales entre las columnas del presbiterio, los cuales ocupan casi todo el espacio disponible y contribuyen a reforzar el efecto de las columnas con un semicírculo de luz. Las naves laterales se iluminan con ventanales (uno por tramo y no muy grandes) que también contribuyen a iluminar la nave central.

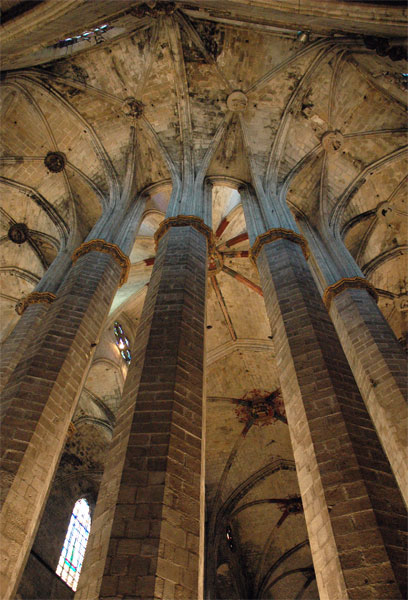
Bóveda de la girola; se pueden ver los pilares prismáticos y las claves policromadas de la nave central

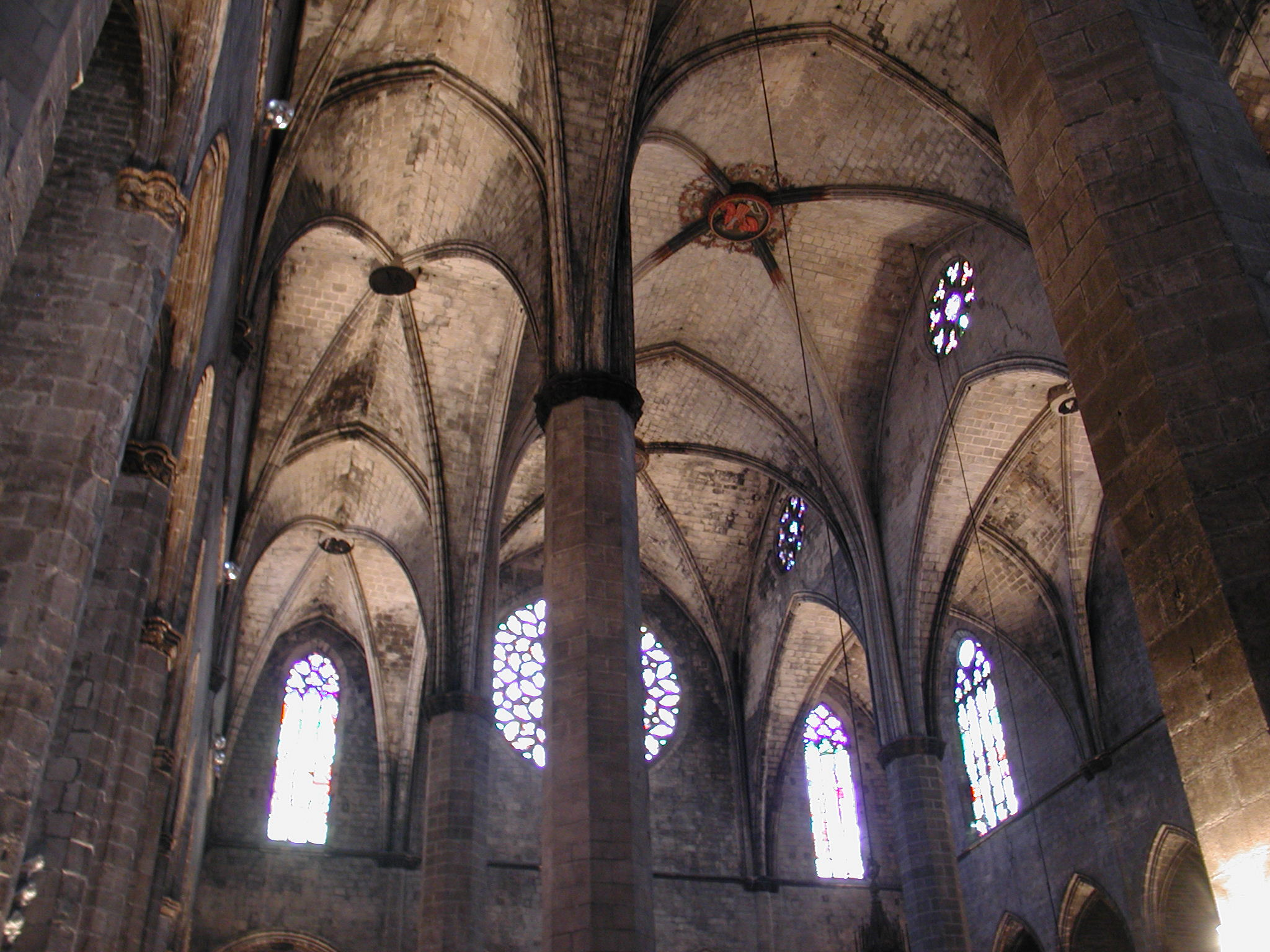
Vista de las naves hacia los pies del templo

Merece la pena destacar la austeridad conseguida, una vez más, por las paredes lisas; por las columnas octogonales limpias, ya que los nervios terminan a nivel de los capiteles en lugar de llegar a tierra; por el hecho de que los arcos de las naves laterales y los de la central arrancan de la misma alzada (la línea de impostas, en los capiteles) que dan una mayor impresión de igualdad de las naves, etc.
Se trata del ejemplo más emblemático y depurado del gótico catalán. La importancia que adquirió el barrio de la Ribera a partir del siglo XIII como centro neurálgico de mercaderes y armadores hizo que se planteara la construcción de una gran iglesia en sustitución de la vieja Parroquia de las Arenas.
En el ábside se levantó en 1790 la capilla del Santísimo Sacramento, según las trazas del arquitecto Francesc Vila. Destaca su cuadro de La Última Cena y el Lavatorio, de José Arrau Barba.

### Las fachadas
Sus tres fachadas, la principal situada en la plaza de Santa María, otra en la calle de Santa María y la del paseo del Born, muestran la esencia del gótico catalán: torres octogonales, abundancia de superficies desnudas y contrafuertes macizos.
La fachada principal está decorada con las imágenes de San Pedro y San Pablo, con un insuperable rosetón de estilo gótico flamígero del siglo XV. En la fachada de la calle Santa María destacan las gárgolas de los contrafuertes, el reverso de las vidrieras y, sobre todo, sus monumentales dimensiones.Su interior es igualmente paradigma del gótico catalán con su amplitud de formas y la austeridad decorativa. Tiene tres naves de gran altura separadas por altas columnas y su armonía consiste en que las naves laterales miden la mitad exacta que la central y la anchura total del conjunto es igual a la altura de las naves laterales. Su riqueza decorativa fue destruida tras los disturbios de 1936, aunque subsisten lápidas relacionadas con el mundo marinero.

## Santa María del Mar en obras de ficción

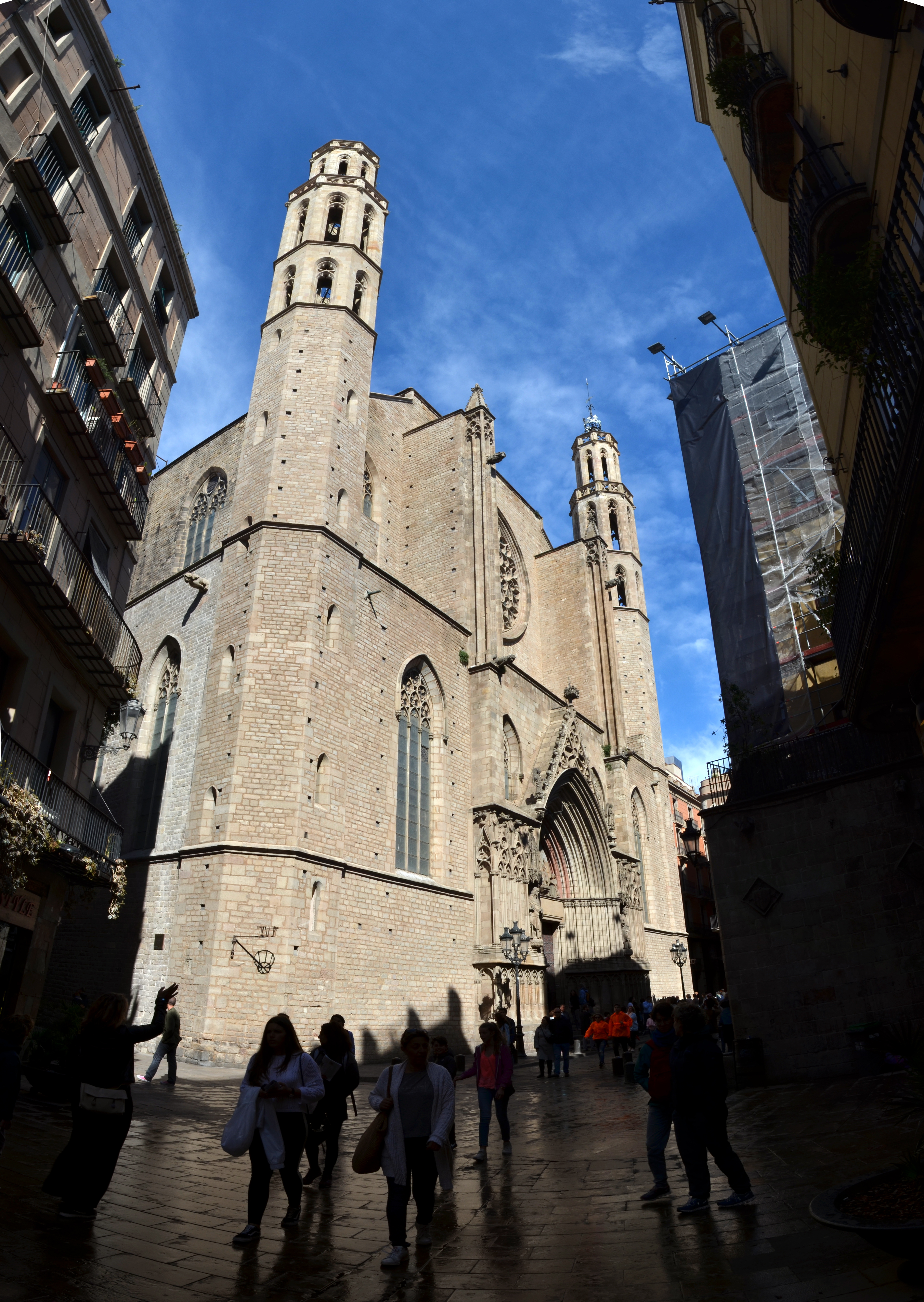
Vista lateral

La basílica de Santa María del Mar protagoniza la novela de Ildefonso Falcones, La catedral del mar, que ha vendido más de seis millones de ejemplares y se ha traducido a numerosas lenguas. Igualmente, en la segunda parte de la novela, Los herederos de la tierra. También se hace referencia a ella en la obra de Carlos Ruiz Zafón, la novela El juego del ángel, y en la novela juvenil Els savis de l'Acadèmia dels Desconfiats, de Àfrica Ragel.
En el 2019, la plataforma Netflix creó una serie homónima, basada en el libro de Ildefonso Falcones La catedral del mar.

## Galería

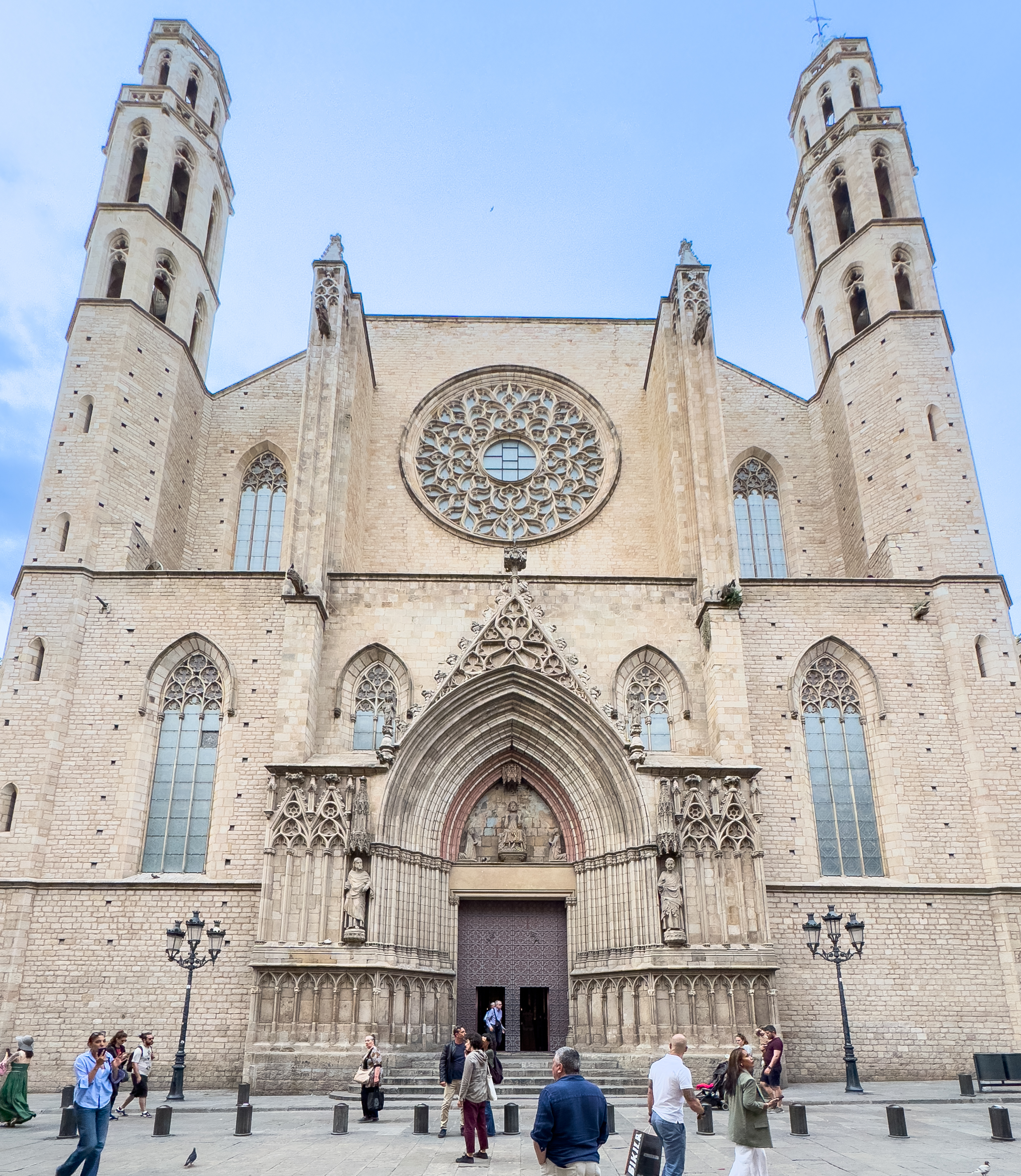
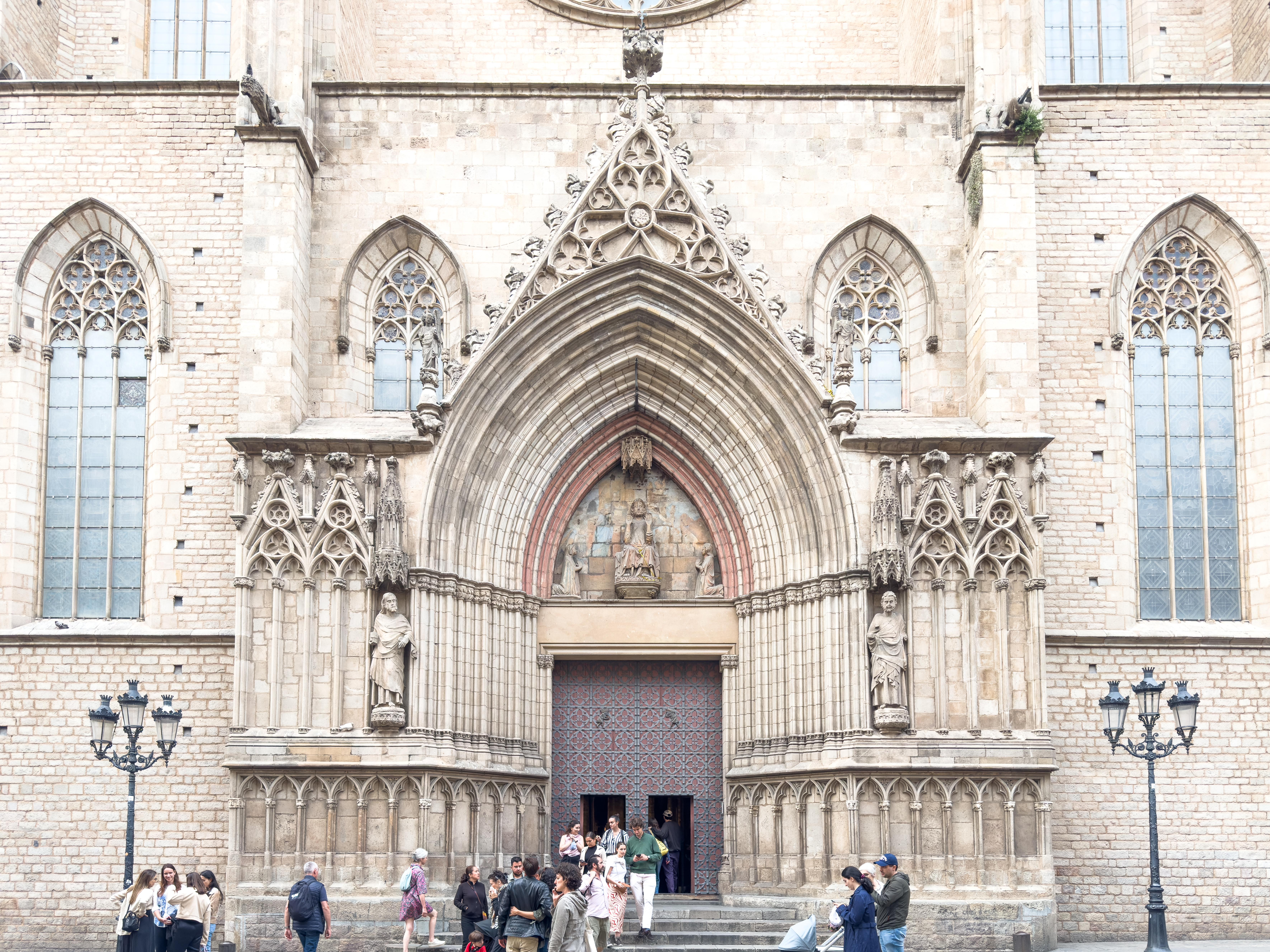
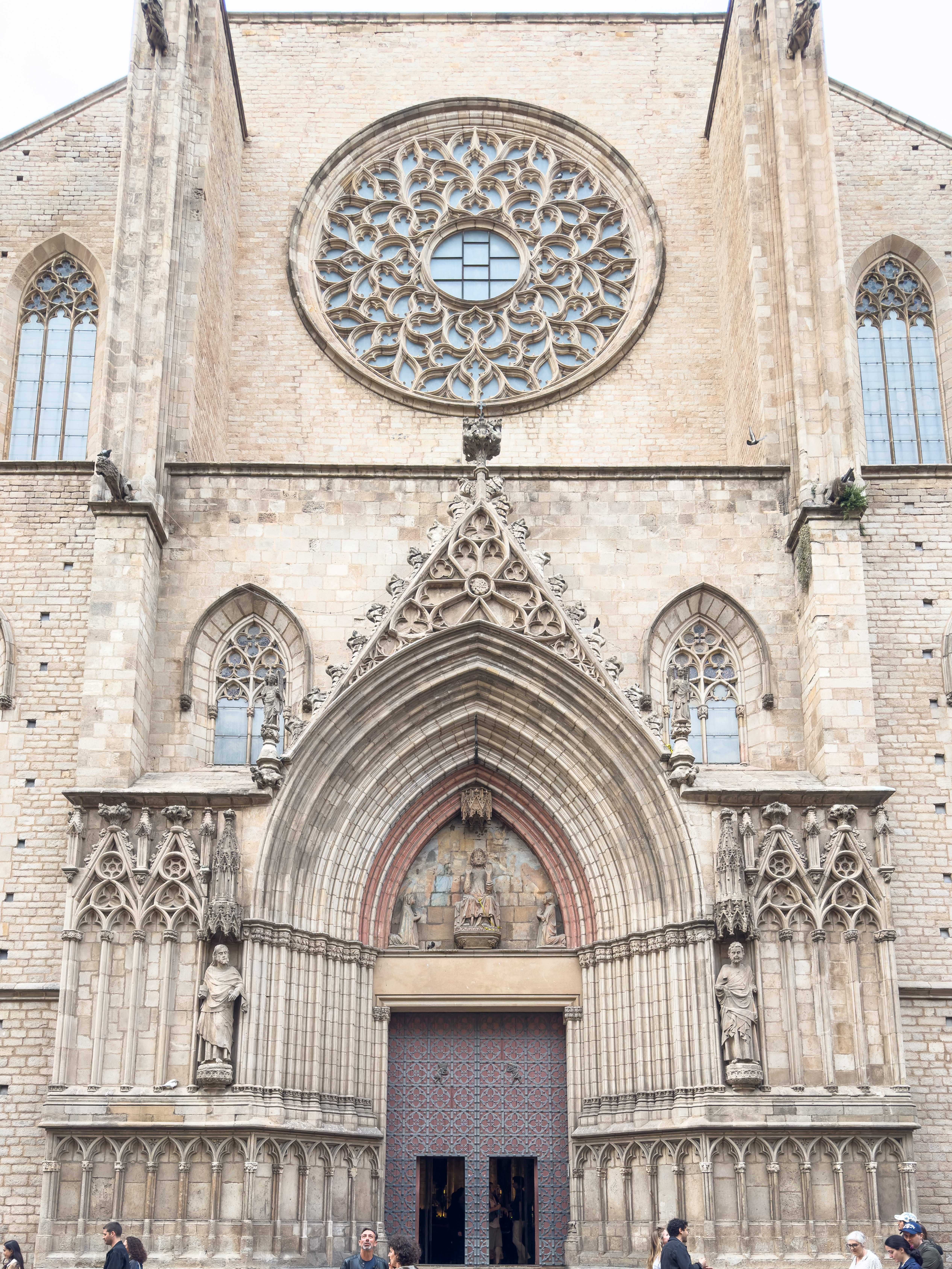
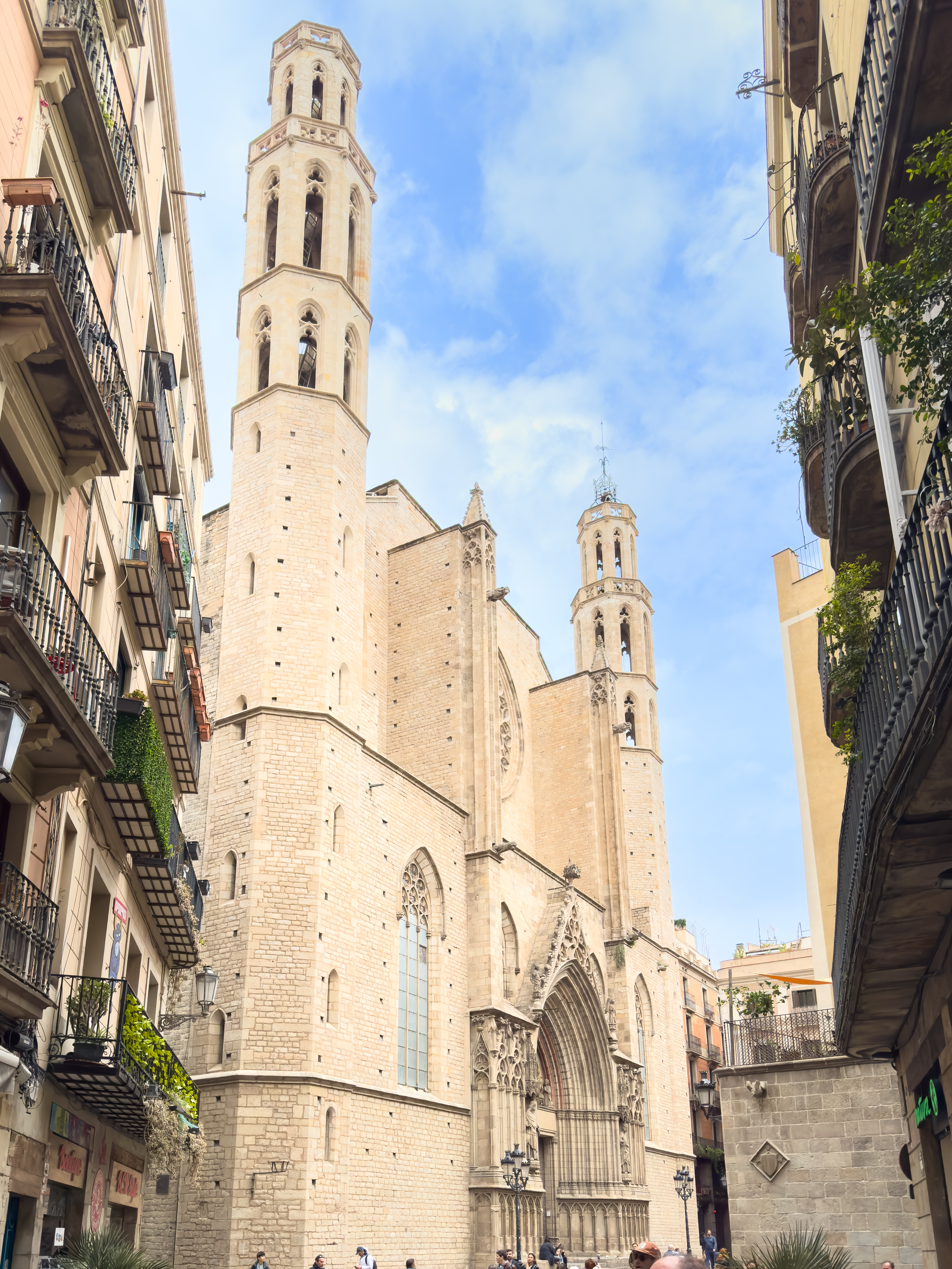
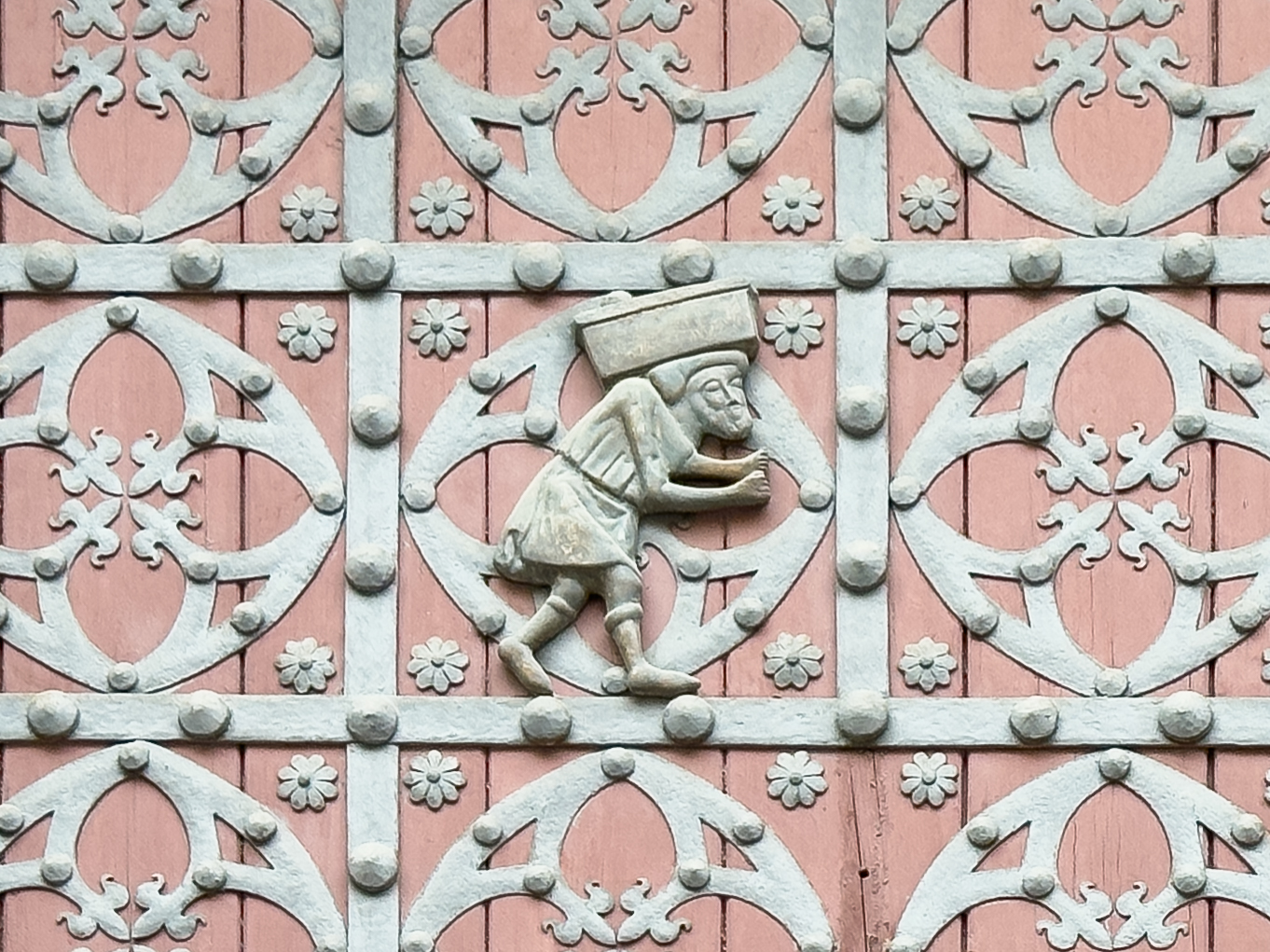
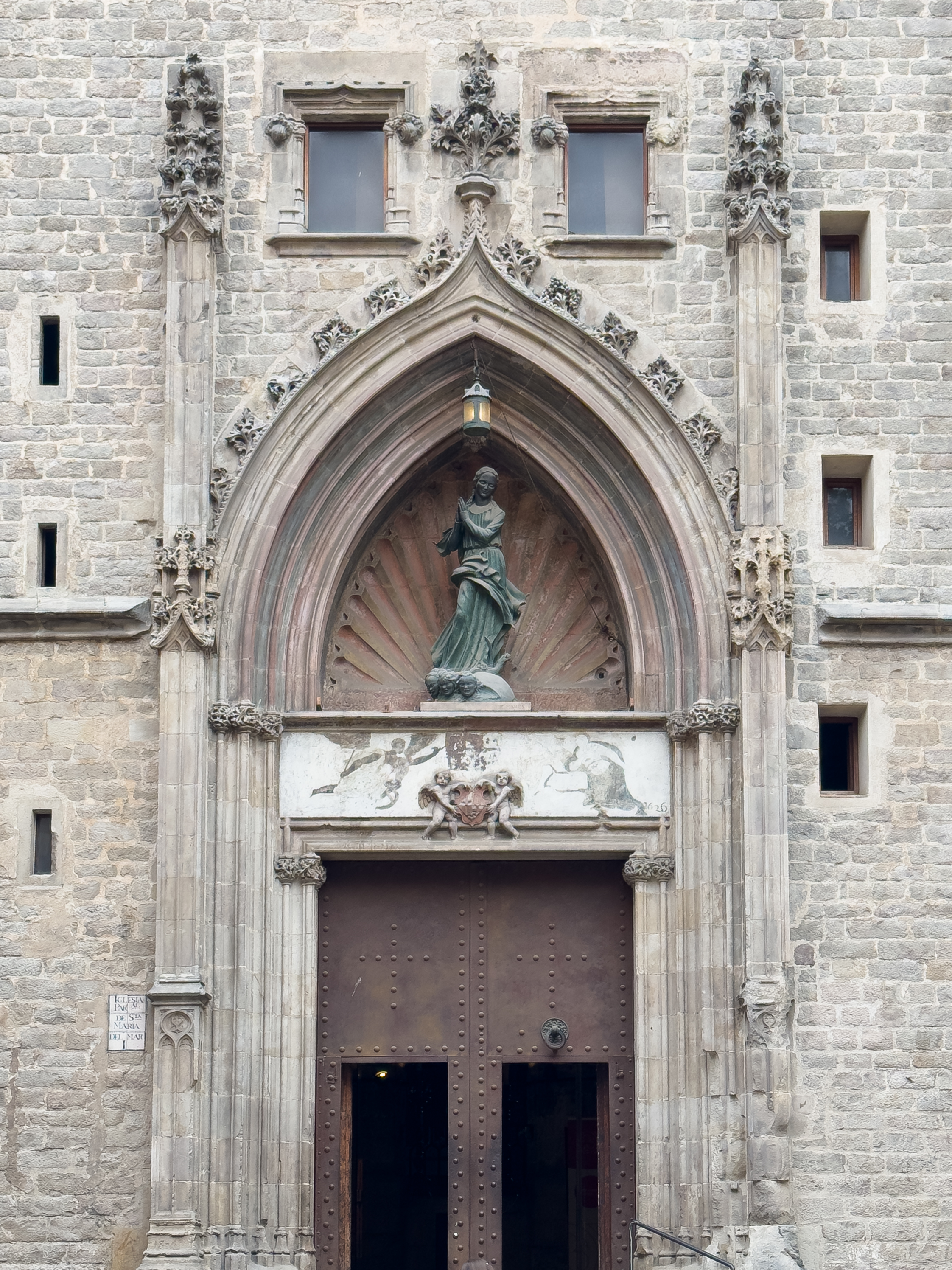
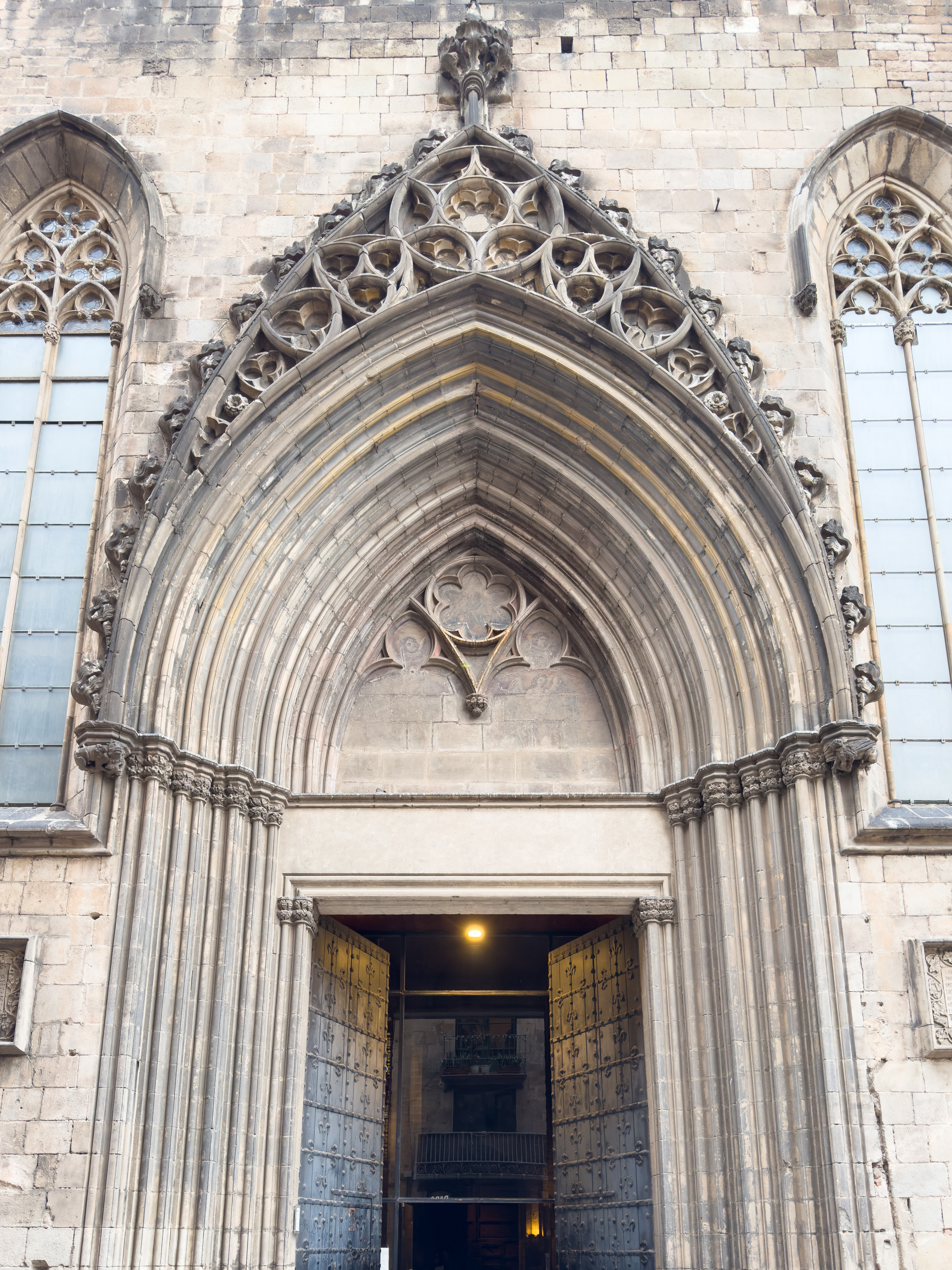
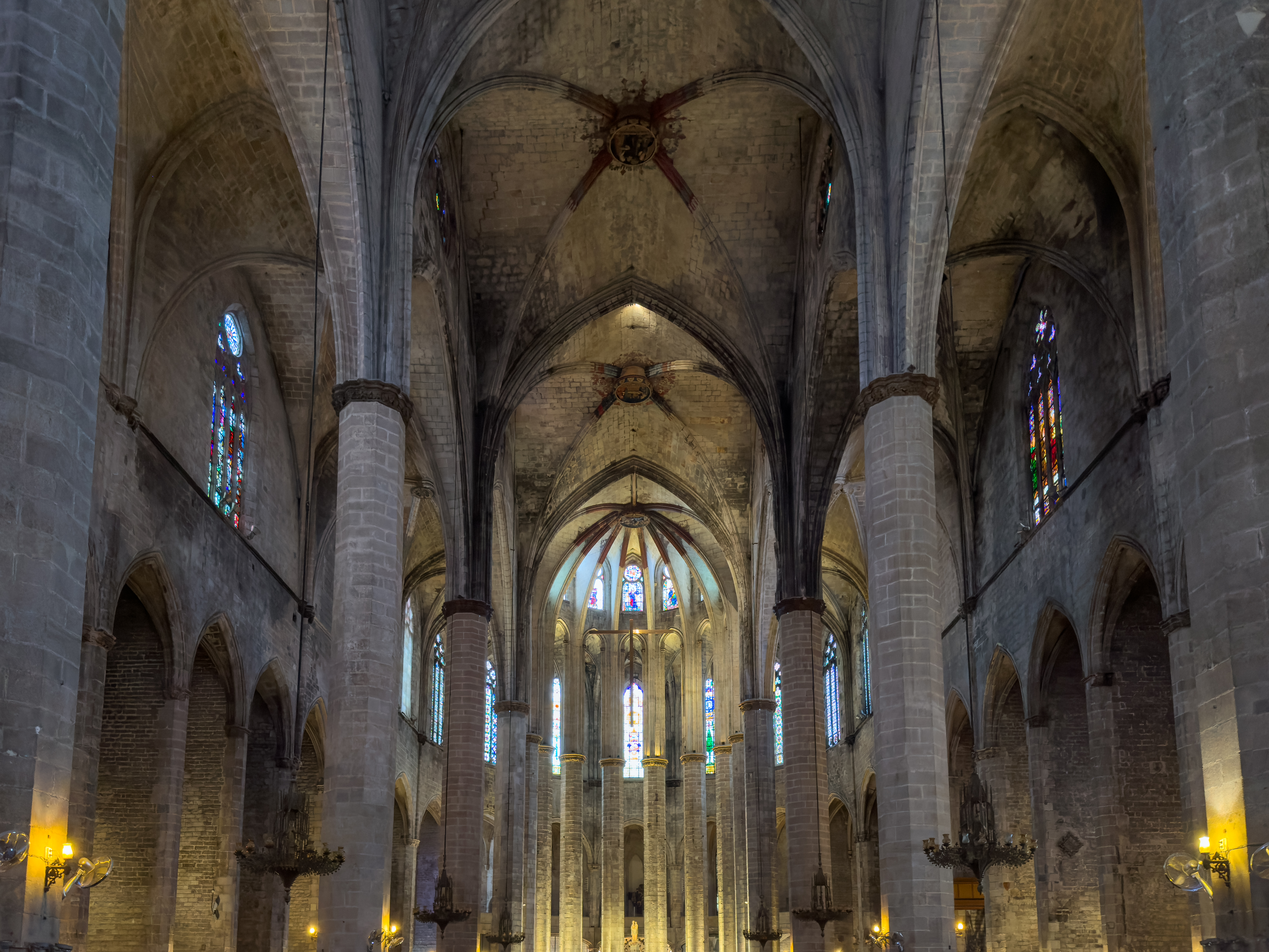
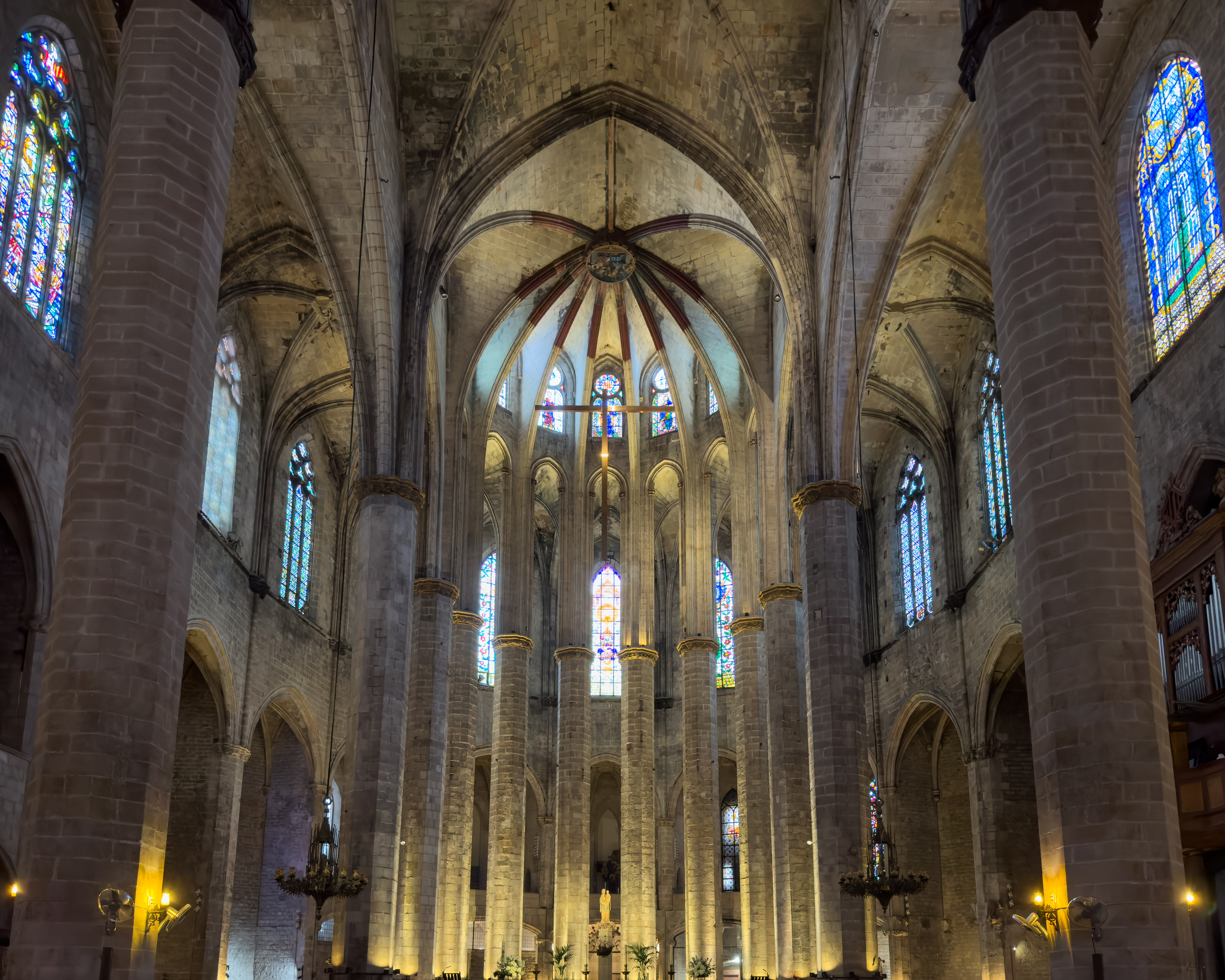
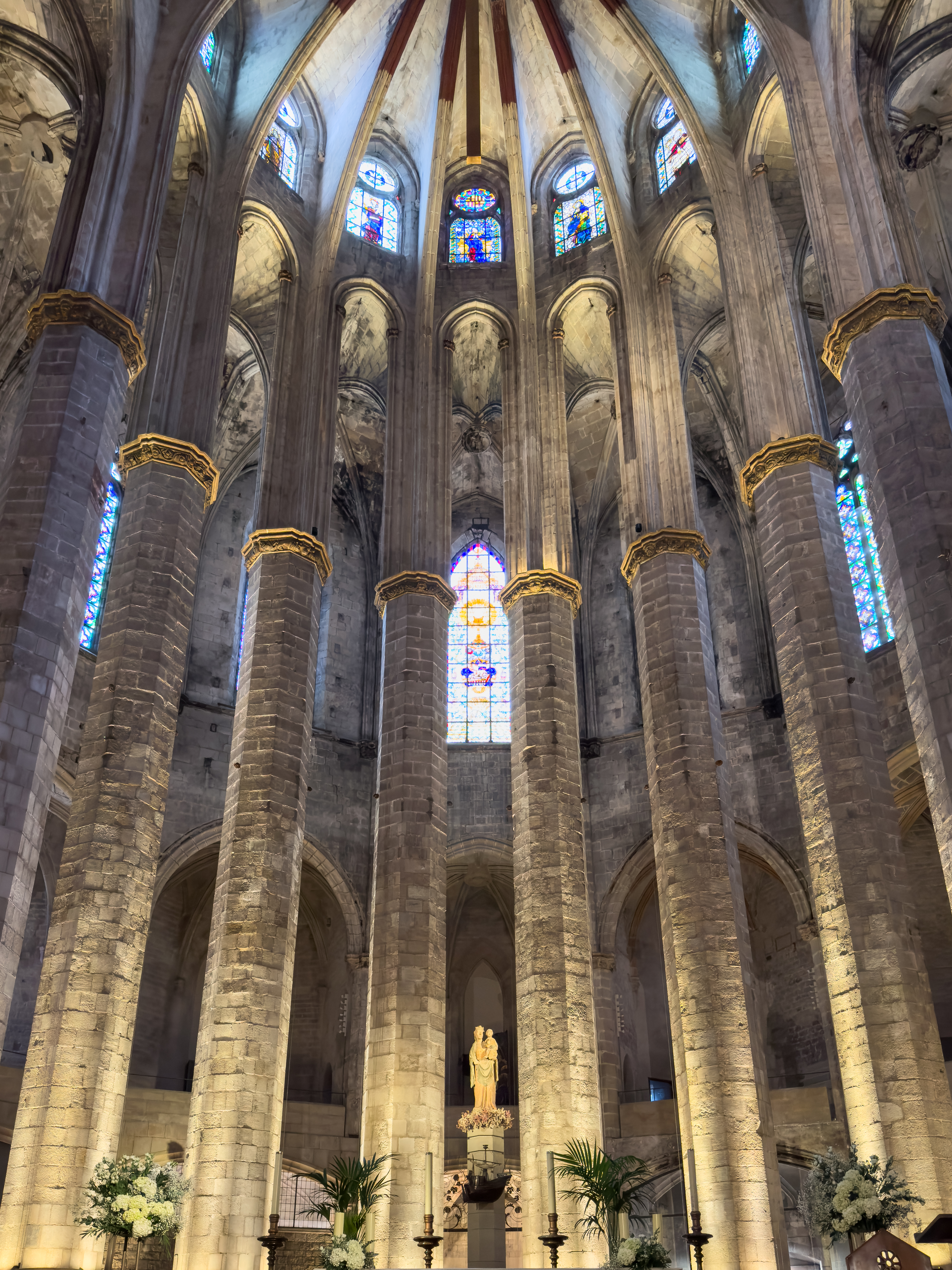
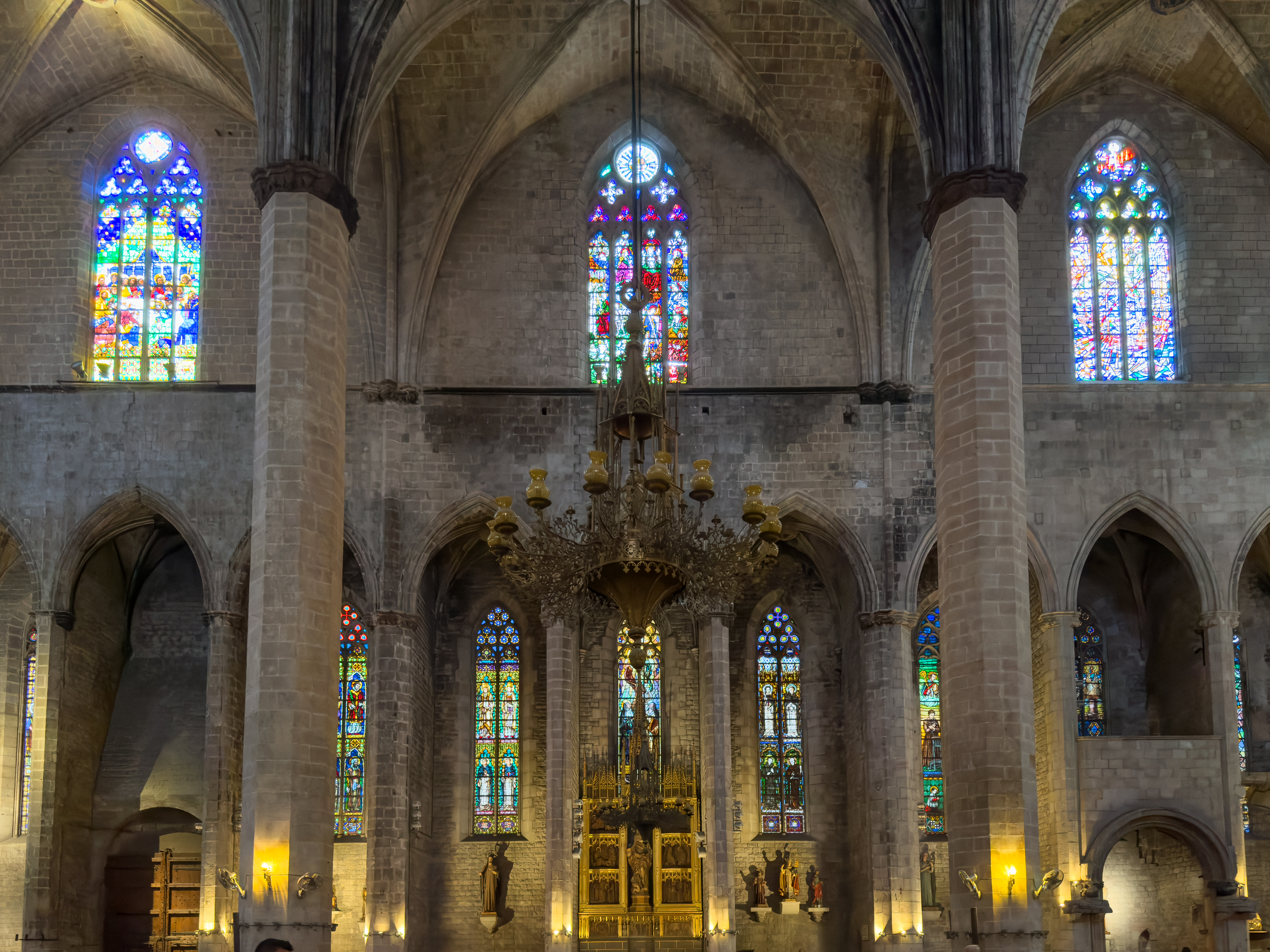
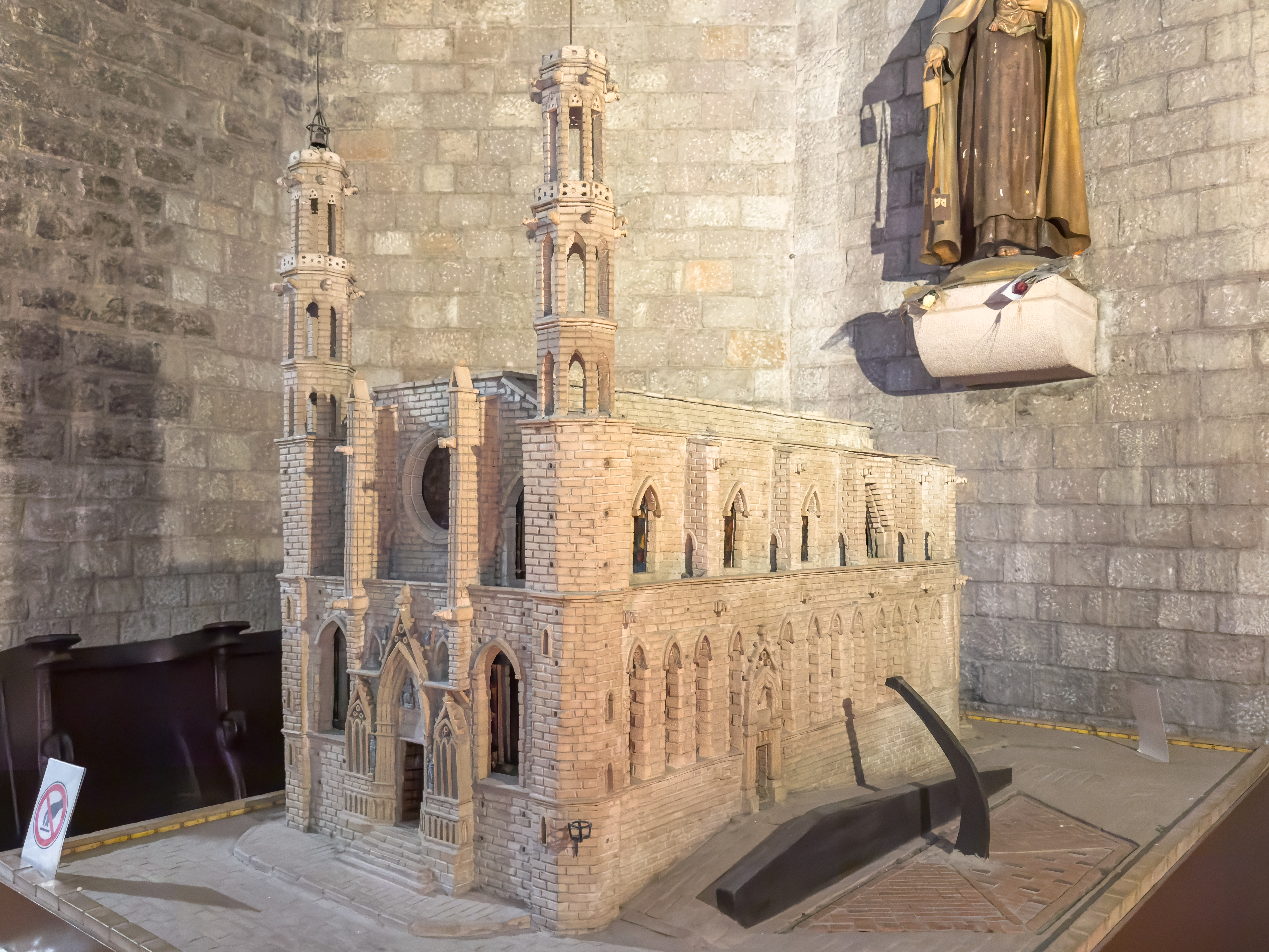
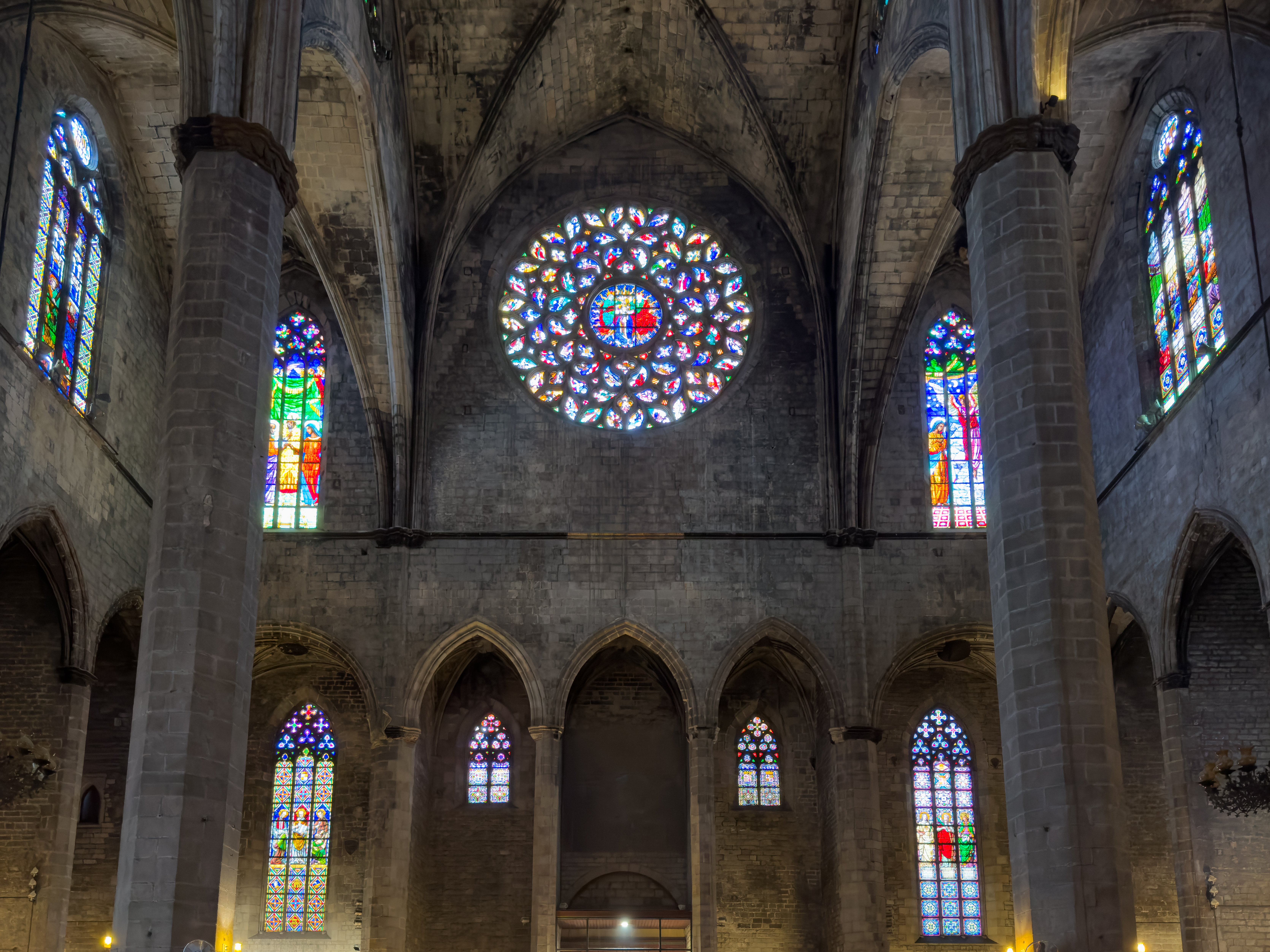
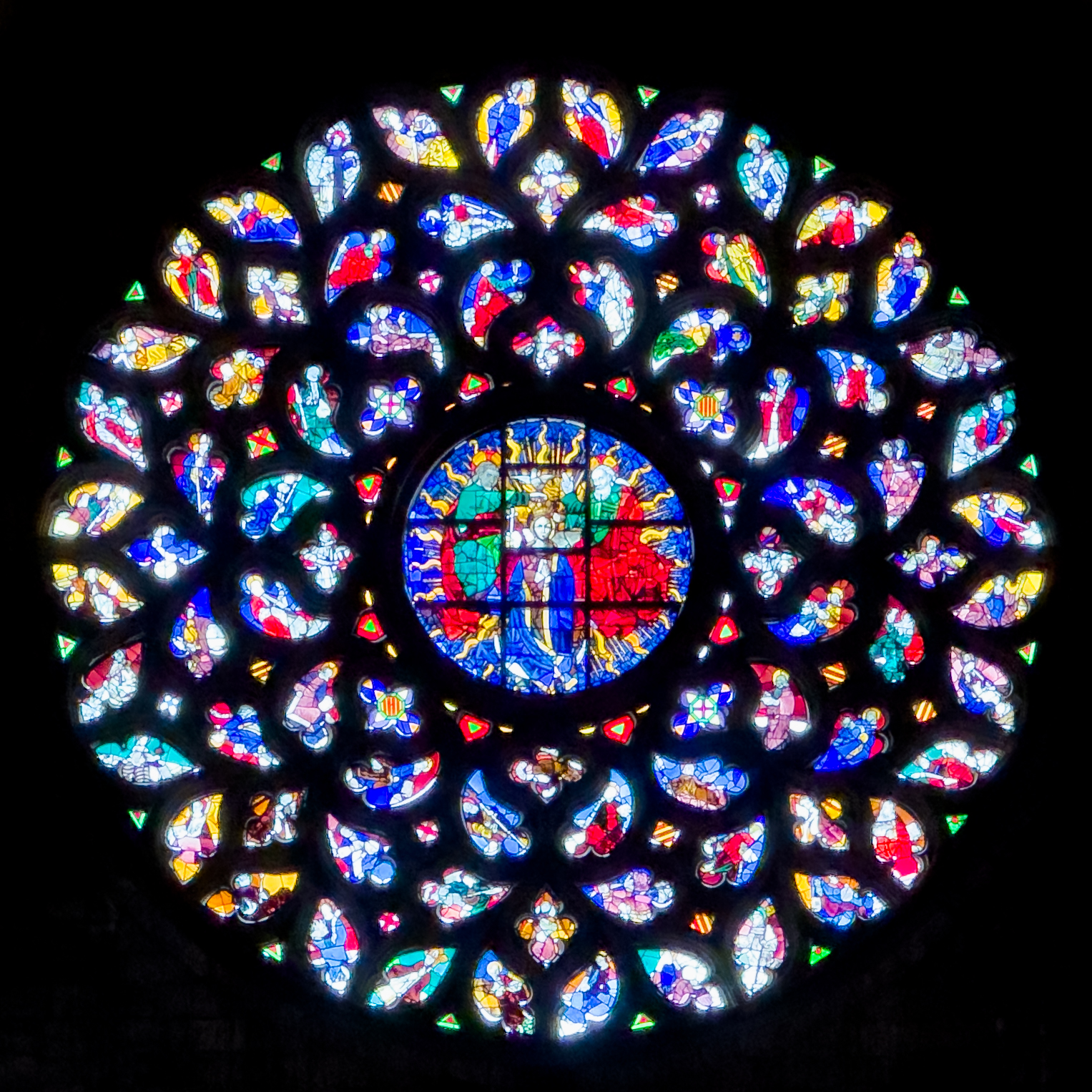
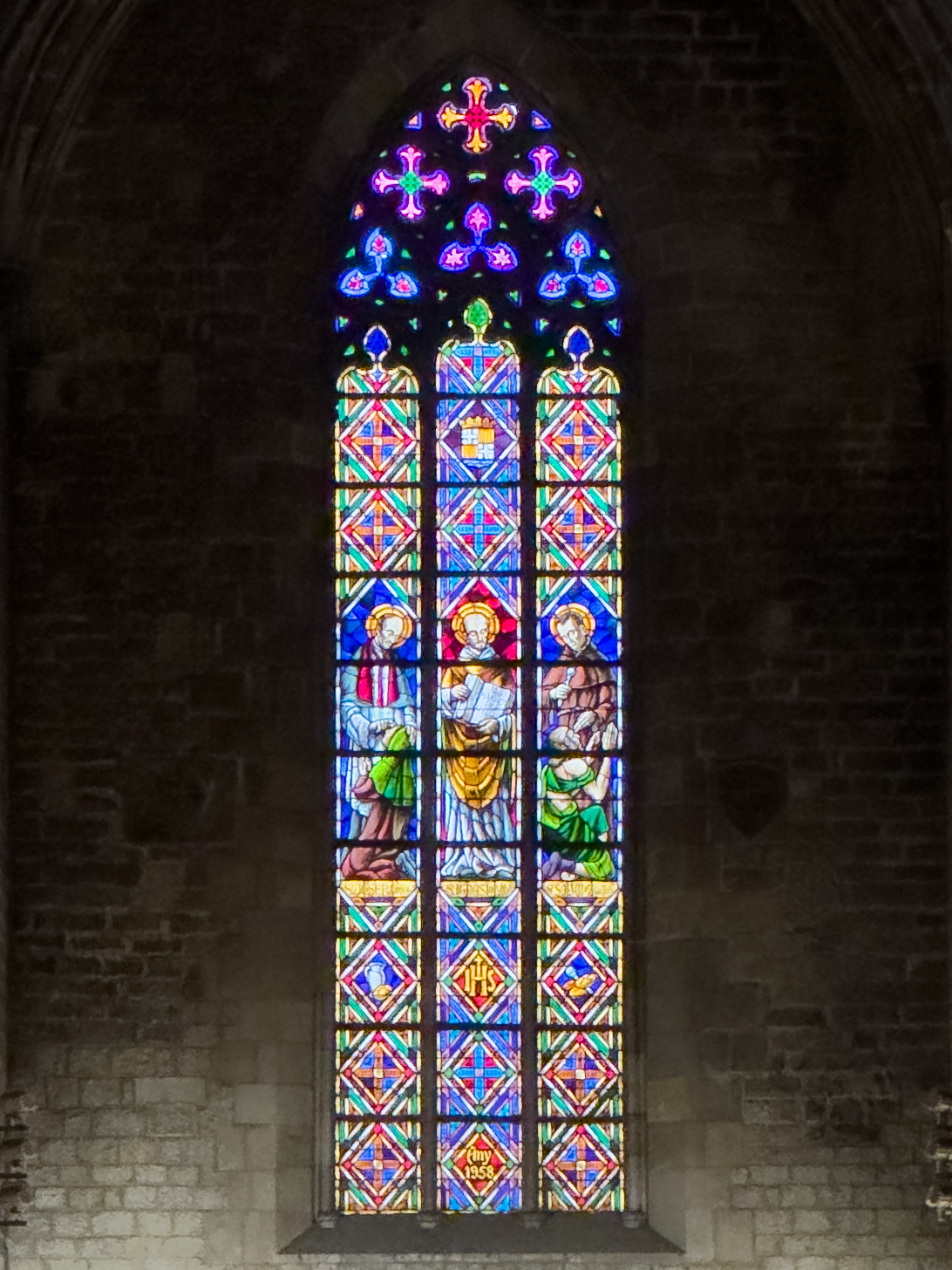